# ヒ化インジウム
ヒ化インジウム(Indium arsenide)は、インジウムとヒ素からなる化学式InAsの半導体である。融点942℃の灰色の立方晶を形成する。
ヒ化インジウムは、波長が1-3.8 μmの赤外線検出器の製造に用いられる。この検出器は、太陽光発電のフォトダイオードである。極低温に冷やした検出器のノイズは低くなるが、InAs検出器は室温で高出力でも使うことができる。また、InAsは半導体レーザーにも用いられている。
ヒ化インジウムはヒ化ガリウムと似て直接遷移金属である。リン化インジウムとともに用いられることもある。ヒ化ガリウムと合金を作り、ヒ化インジウムガリウムとなる。バンドギャップはIn/Ga比に依存し、窒化インジウムと窒化ガリウムから窒化インジウムガリウムの合金を作るのと同じ方法で作られる。
ヒ化インジウムは、電子の高い運動性と狭いエネルギーバンドギャップで知られている。テラヘルツの放射源として広く用いられている。
リン化インジウムやヒ化ガリウム上のヒ化インジウムの単一層は、量子ドットを形成しうる。素材の格子定数のミスマッチが表面の層に緊張を作り出し、これが量子ドットを作り出す。ヒ化インジウムガリウム中でも、ヒ化ガリウムマトリックス中のヒ化インジウムのドットとして量子ドットが形成される。